# Vicia lens
La lenticchia (Vicia lens (L.) Coss. & Germ., 1845) è una pianta angiosperma dicotiledone della famiglia delle Fabaceae (o Leguminose), coltivata sin dall'antichità.
È una pianta annuale, i cui frutti sono dei legumi che contengono due semi rotondi appiattiti,  commestibili, ricchi di proteine e ferro, noti come lenticchie.
Se ne coltivano diverse varietà, e sono particolarmente apprezzate in Europa, anche se la produzione mondiale in quest'area non è elevata.
Rappresenta una delle prime specie domesticate: testimonianze archeologiche relative alla grotta di Franchthi in Grecia dimostrano che venisse mangiata tra il 13.000 e l'11.000 a.C..
È stata una delle prime colture domesticate e il suo consumo viene attestato nell'episodio biblico di Esaù, nella Genesi.

## Descrizione

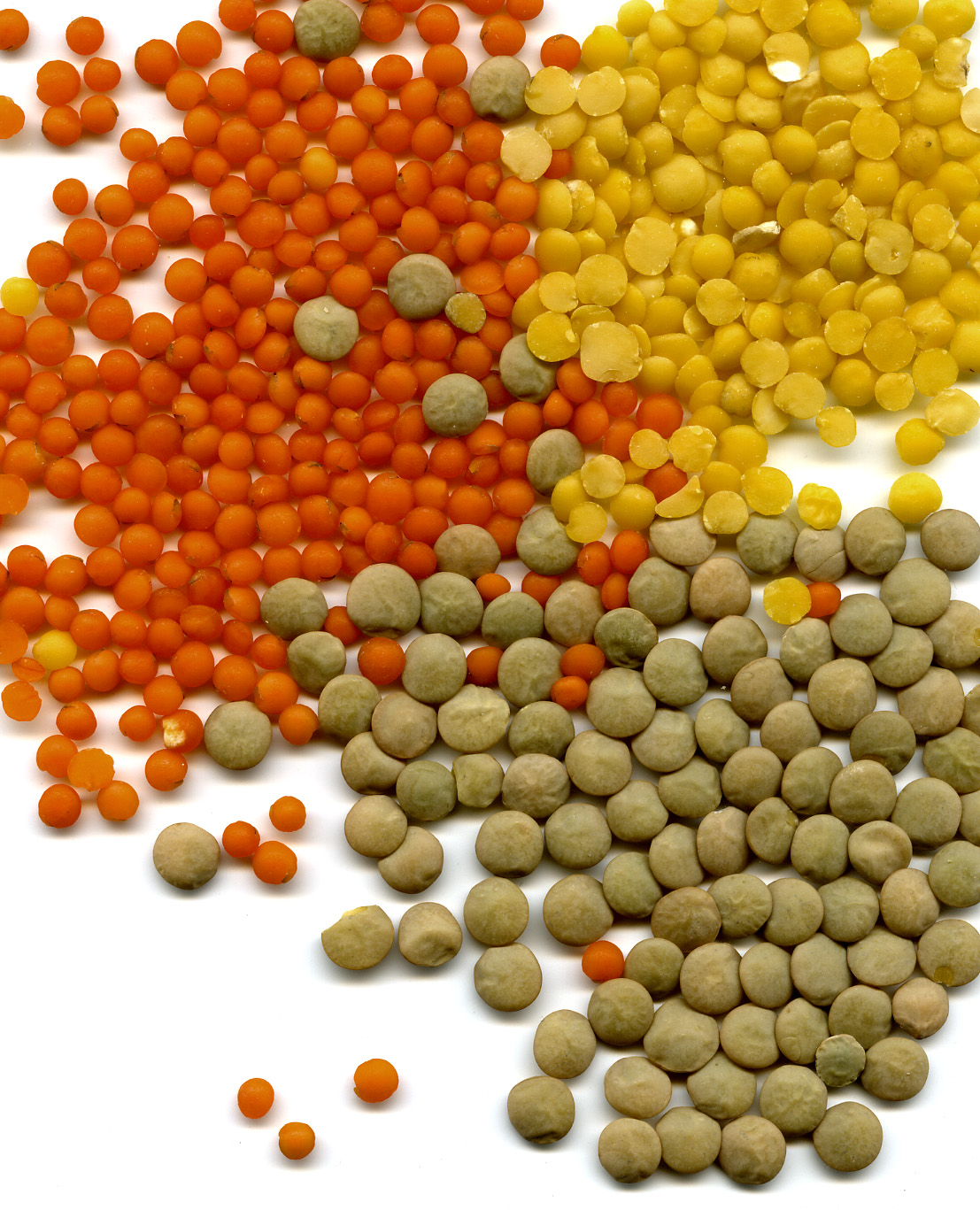
Varietà di lenticchie

La lenticchia è una pianta annuale erbacea, alta da 20 cm a 70 cm. Gli steli sono dritti e ramificati oppure prostrati.
Le foglie sono alterne e composte (imparipennate con 10-15 foglioline oblunghe) e terminano con un viticcio generalmente semplice o bifido. Sono munite alla base di stipole dentate.
I fiori, a corolla papilionacea tipica della sottofamiglia delle Faboideae, sono di color bianco o blu pallido e riuniti in gruppi da due a quattro. Il calice è regolare, a cinque denti sottili e relativamente lunghi. La fioritura avviene tra maggio e luglio.
I frutti sono dei legumi appiattiti,  lunghi circa 1,5 centimetri, contenenti due semi, di circa 0,5 centimetri di diametro, dalla caratteristica forma a lente leggermente bombata. Il colore dei semi varia secondo le varietà da pallido (verde chiaro, biondo, rosa) a più scuro (verde scuro, bruno, violaceo).
La lenticchia ha germinazione ipogea, il che significa che i cotiledoni del seme germinante rimangono nel terreno e all'interno del tegumento del seme. Pertanto in questa fase, è meno vulnerabile al gelo, all'erosione del vento o agli attacchi di insetti.

## Distribuzione e habitat
Questa specie è originaria delle regioni temperate calde del vecchio mondo:
- Nord Africa: Marocco, Algeria
- Sud dell'Europa: Spagna, Francia e Grecia.
- Asia Minore e Vicino Oriente: Turchia, Siria, Libano, Israele, Palestina, Giordania, Iraq, Iran
- Caucaso e Asia Centrale: Afghanistan, Pakistan, Himalaya occidentale

## Etimologia
Il primo uso della parola "lens" per designare il genere risale al XVII secolo da parte del botanico Tournefort.
La parola lens per la lenticchia è di origine classica romana o latina, forse derivata da una prominente famiglia romana chiamata Lentulus, proprio come il cognome "Cicero" è derivato dal cece, Cicer arietinum.

## Tassonomia
Il genere Vicia fa parte della sottofamiglia Faboideae, che è contenuta nella famiglia delle Fabaceae, comunemente nota come famiglia delle leguminose.
Classificazioni precedenti inserivano la lenticchia nel genere Lens con  L. culinaris coltivata e sei taxa selvatici correlati.

## Coltivazione

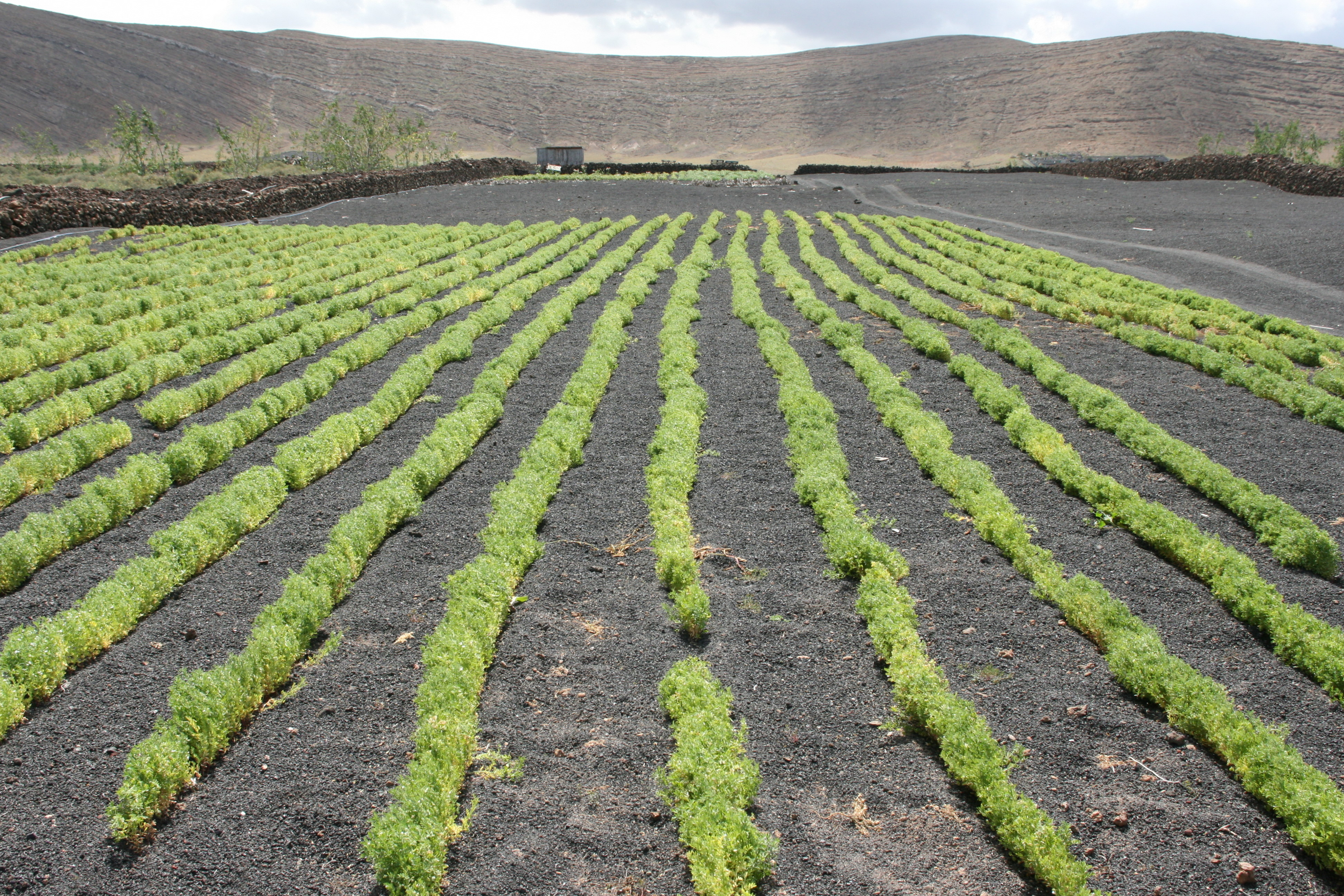
Coltivazione di lenticchie

La lenticchia è relativamente tollerante alla siccità e viene coltivata in tutto il mondo. Le lenticchie possono crescere su vari tipi di terreno, da quello sabbioso a quello argilloso, ma crescono meglio nei terreni sabbiosi profondi con fertilità moderata. Il pH ideale del terreno è intorno a 7. Le lenticchie non tollerano la sommersione o il ristagno d'acqua.
Le lenticchie migliorano le proprietà fisiche dei terreni e aumentano la resa delle successive colture di cereali. La fissazione biologica dell'azoto o altri effetti rotazionali potrebbero essere la ragione delle rese più elevate dopo le lenticchie.
Le condizioni di coltivazione delle lenticchie variano a seconda delle diverse regioni di coltivazione. Nei climi temperati le lenticchie vengono piantate in inverno e in primavera, quando le temperature sono basse, e la crescita vegetativa avviene nella tarda primavera e in estate. Le precipitazioni in questo periodo non sono limitate. Nelle zone subtropicali, le lenticchie vengono piantate a temperature relativamente elevate alla fine della stagione delle piogge e la crescita vegetativa avviene grazie all'umidità residua del terreno nella stagione estiva. Le precipitazioni in questo periodo sono limitate. Nell'Asia occidentale e nel Nord Africa, alcune lenticchie vengono piantate come raccolto invernale prima delle nevicate. La crescita delle piante avviene durante lo scioglimento della neve. Con questo tipo di coltivazione, la resa dei semi è spesso molto più elevata.

## Varietà
Esistono quattro categorie principali di lenticchie: marroni, verdi, rosse/gialle e speciali.
Le lenticchie marroni sono la varietà più comune: il loro colore può variare di colore dal marrone al nero scuro e hanno un sapore delicato e terroso.
Le lenticchie verdi sono molto simili alle lenticchie marroni, ma hanno un sapore più robusto e leggermente pepato e sono disponibili in diverse dimensioni. Le lenticchie verdi possono avere un colore da un verde pallido a un verde scuro con sfumature di blu e nero.
Le lenticchie rosse e gialle hanno un colore che varia dal giallo dorato all'arancione e al rosso. Sono anche l'unica varietà venduta spaccata. Queste lenticchie un po' dolci sono molto comuni nella cucina indiana e mediorientale e sono la chiave per piatti classici come il dhal indiano.
Esistono molte altre varietà di lenticchie speciali, ma due sono le più comuni: la beluga nera e la Puy. Entrambe le varietà più piccole delle lenticchie marroni o verdi e hanno un sapore ricco e terroso.
Tra le cultivar italiane, si ricordano la lenticchia di Onano, la lenticchia di Altamura e la lenticchia di Castelluccio di Norcia (IGP).

## Produzione
| Produzione di lenticchie – 2022 | Produzione di lenticchie – 2022 |
| Paease                          | Milioni di t                    |
| ------------------------------- | ------------------------------- |
| Canada                          | 2.3                             |
| India                           | 1.3                             |
| Australia                       | 1.0                             |
| Turchia                         | 0.4                             |
| Russia                          | 0.3                             |
| Mondo                           | 6.7                             |

Secondo i dati forniti dalla FAO, nel 2013 la produzione mondiale di lenticchie è stimata in 4,9 milioni di tonnellate.
Il Canada produce la quota maggiore (2,2 milioni di tonnellate) pari a circa il 34% della produzione mondiale totale, quasi tutta (95%) nella provincia di Saskatchewan. L'India è il secondo produttore mondiale, guidata dagli stati del Madhya Pradesh e dell'Uttar Pradesh, che insieme rappresentano circa il 70 %della produzione nazionale di lenticchie.

## Usi
Le lenticchie possono essere consumate ammollate, germinate, fritte, al forno o bollite – il metodo di preparazione più comune. I semi richiedono un tempo di cottura da 10 a 40 minuti, a seconda della varietà; le varietà piccole, senza buccia, come la comune lenticchia rossa, richiedono tempi di cottura più brevi (e a differenza della maggior parte dei legumi, non necessitano di ammollo). La maggior parte delle varietà ha un sapore caratteristico e terroso. Le lenticchie con la buccia rimangono intere anche se cotte con moderazione, mentre quelle senza buccia tendono a disintegrarsi in una densa purea, che può essere utilizzata per preparare vari piatti. La composizione delle lenticchie conferisce un'elevata capacità emulsionante che può essere ulteriormente incrementata dalla fermentazione dell'impasto nella panificazione.
Le lenticchie bollite sono composte per il 70% da acqua, per il 20% da carboidrati, per il 9% da proteine e per lo 0,4% da grassi. Le lenticchie contengono carotenoidi, luteina e zeaxantina e acidi grassi polinsaturi.

## Avversità
Le malattie da funghi che colpiscono la lenticchia sono l'antracnosi (Ascochyta pisi), la ruggine (Uromyces ervi), la peronospora (Peronospora viciae) e il marciume basale (Sclerotinia sclerotiorum). Tra gli insetti il più dannoso è il tonchio (Bruchus signaticornis).

## Aspetti medici
Nella lenticchia è noto essere contenuta una proteina (epitope) con elevato potere allergizzante: Len c 1. Questa proteine spesso è causa di allergie alimentari anche gravi specie nella prima infanzia.

## Riferimenti culturali
Quella delle lenticchie viene ritenuta una delle più antiche coltivazioni dell'uomo, che si stava avvicinando all'agricoltura.
Secondo la tradizione, le lenticchie simboleggiano la prosperità e il denaro, in quanto hanno una forma che ricorda quella delle monete. Per tale motivo, in Italia durante il cenone di San Silvestro si mangiano le lenticchie (spesso come accompagnamento di zampone o cotechino), come simbolo di prosperità per l'anno nuovo.
Nella cultura ebraica le lenticchie, insieme alle uova, fanno parte delle cerimonie tradizionali del lutto perché la loro forma rotonda simboleggia il ciclo di vita dalla nascita alla morte.
In Etiopia le lenticchie stufate chiamate kik o kik wot accompagnano la focaccia injera, il piatto nazionale. Lenticchie a pasta gialla sono inoltre usate per fare uno stufato non piccante che è uno dei primi cibi solidi per lo svezzamento dei bambini.